# Rahraw Omarzad
Rahraw Omarzad (* 1964 in Kabul) ist ein afghanischer Schriftsteller, Künstler, Dozent und Experte für moderne  Persische Kunst.  Er ist der Gründer und Leiter des Zentrums für Zeitgenössische Kunst Afghanistan (CCAA) – eine Initiative, die sich für eine „nachhaltige kulturelle Erneuerung Afghanistans einsetzt“. Omarzad ist heute einer der Protagonisten der jungen Kunstszene in Kabul. Die von ihm herausgegebene Kunstzeitschrift Gahnama-e Hunar ist zurzeit die einzige ihrer Art des Landes und versteht sich als „Fenster zur Welt“.

## Herausgebertätigkeit
- Gahnama-e Hunar. Kunstzeitschrift, Kabul